# Monti Wugong
I monti Wugong (cinese: 幕阜山; pinyin: Wugong Shan; romanizzazione Wade-Giles: Wu-kung Shan) sono una catena montuosa, situata prevalentemente nelle regioni centro-occidentali della provincia del Jiangxi, nella Cina sud-orientale, che costituisce parte dell'area di frontiera tra le province di Jiangxi e Hunan. La catena si estende su una lunghezza di circa 130 km e attraversa il confine provinciale lungo un asse sud-ovest/nord-est da Chaling nello Hunan ai dintorni di Yichun nel Jiangxi, essendo separata dai monti Jiuling più a nord dalla valle che collega Zhuzhou e Yichun. La sezione sud-occidentale è la parte più elevata della catena, con altitudini medie di 1500 m. Le cime principali sono il monte Wugong, che culmina a 1918 m, e il monte Taiping, che culmina a 1736 m, sul confine provinciale. Verso est, la catena è meno elevata e si suddivide in tre catene più o meno parallele, i monti Chen, i monti Wugong propriamente detti e i monti Yunxiao. La catena forma il principale spartiacque tra il bacino del fiume Gan nel Jiangxi e quelli dei fiumi Mi e Lu, affluenti del fiume Xiang, nello Hunan. L'area è ricoperta da fitte foreste e produce grandi quantità di pino e cedro. Sul versante nord-occidentale, a Pingxiang, vi sono miniere di carbone; altri depositi di carbone vengono sfruttati a Tianhe, sul versante sud-orientale.

## Galleria d'immagini
|  |  |